# Muskegon
Muskegon ist eine Stadt und Verwaltungssitz des Muskegon County im US-amerikanischen Bundesstaat Michigan. Im Jahr 2020 hatte die Stadt 38.318 Einwohner, die Metropolregion 175.824 Einwohner.

## Geografie
Die Stadt liegt am Ufer zweier Seen. Der Michigansee erstreckt sich im Westen und im Norden liegt Muskegon Lake, in den am nordöstlichen Stadtrand der Muskegon River mündet. Die nördlich davon liegende Stadt North Muskegon mit dem Bear Lake ist eine eigenständige City, ebenso wie Muskegon Heights und Roosevelt Park im Süden.
Nach den Angaben des United States Census Bureaus hat Muskegon eine Fläche von 46,7 km², wovon 37,2 km² auf Land und 9,5 km² (= 20,37 %) auf Gewässer entfallen. Muskegons geographische Koordinaten lauten 43° 14′ N, 86° 15′ W.

### Klima
|                       | Jan  | Feb  | Mär  | Apr  | Mai  | Jun  | Jul  | Aug  | Sep  | Okt  | Nov  | Dez  |   |     |
| Mittl. Tagesmax. (°C) | −1,2 | 0,3  | 5,8  | 12,6 | 16,1 | 24,2 | 26,7 | 25,6 | 21,3 | 14,8 | 7,6  | 1,4  | ⌀ | 13  |
| Mittl. Tagesmin. (°C) | −8,3 | −7,6 | −3,7 | 1,7  | 7,3  | 12,3 | 15,4 | 14,9 | 10,4 | 4,8  | −0,1 | −5,2 | ⌀ | 3,5 |
|                       |      |      |      |      |      |      |      |      |      |      |      |      |   |     |
| Niederschlag (mm)     | 56,4 | 35,1 | 59,9 | 73,9 | 74,9 | 65,5 | 58,9 | 95,8 | 89,4 | 71,1 | 82   | 67,1 | Σ | 830 |

| −8,3 |

| −7,6 |

| −3,7 |

| 1,7 |

| 7,3 |

| 12,3 |

| 15,4 |

| 14,9 |

| 10,4 |

| 4,8 |

| −0,1 |

| −5,2 |

| −8,3 |

| −7,6 |

| −3,7 |

| 1,7 |

| 7,3 |

| 12,3 |

| 15,4 |

| 14,9 |

| 10,4 |

| 4,8 |

| −0,1 |

| −5,2 |

| N i e d e r s c h l a g | 56,4 | 35,1 | 59,9 | 73,9 | 74,9 | 65,5 | 58,9 | 95,8 | 89,4 | 71,1 | 82  | 67,1 |
|                         | Jan  | Feb  | Mär  | Apr  | Mai  | Jun  | Jul  | Aug  | Sep  | Okt  | Nov | Dez  |

## Geschichte

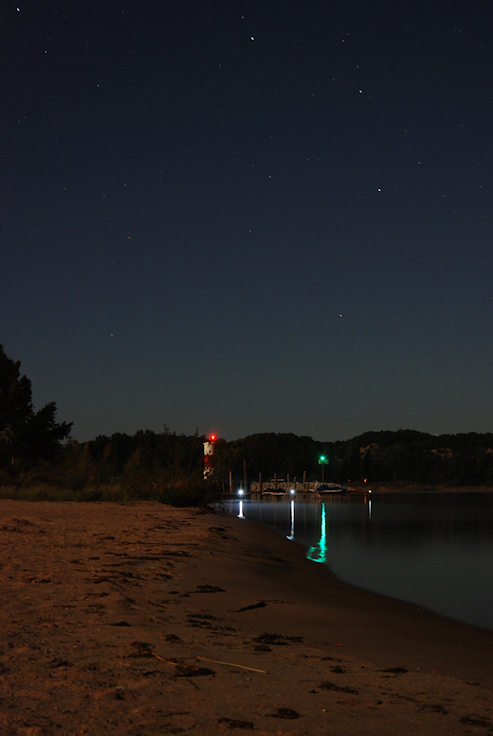
Muskegon Lake

Menschen gab es in dem Gebiet um Muskegon seit sieben- oder achttausend Jahren, als nomadische Paläoindianer in der Region jagten, die nach dem Rückzug der Wisconsin-Vergletscherung zugänglich wurde. Ihnen folgten in mehreren Etappen die Waldlandindianer der Hopewell-Kultur, die vor etwa zweitausend Jahren hier siedelten.
In historischer Zeit war die Gegend des heutigen Muskegon von verschiedenen Gruppen der Ottawa und Pottawatomi bewohnt. Pendalouan war der Anführer der von den Franzosen initiierten Ausrottung der Fox in Illinois während der 1730er Jahre. Er siedelte mit den Seinen in der Region zwischen der 1730er und 1740er Jahre, bis ihn die Franzosen dazu brachten, 1742 die Siedlung an die Traverse Bay zu verlegen.
Der Name des Ortes ist aus der Sprache der Ottawa entlehnt, in der Masquigon einen „versumpften Fluss oder Sumpf“ bezeichnet. Der Fluss, an dem die Stadt liegt, wurde auf französischen Karten seit dem späten 17. Jahrhundert auf diese Weise bezeichnet. Dies lässt annehmen, dass französische Entdecker zu jener Zeit erstmals bis zur Westküste der unteren Halbinsel Michigans vorstießen.
Der Pfarrer Jacques Marquette kam 1675 auf seiner Reise nach St. Ignace durch die Gegend und eine Einheit französischer Soldaten unter Leutnant Henry de Tonty passierte 1679.
Der erste namentlich bekannte weiße Siedler im County war 1748 der Pelzhändler und Trapper Edward Fitzgerald. Zwischen 1790 und 1800 gründete ein Frankokanadier namens Joseph La Framboise einen Handelsposten am Duck Lake, dem zwischen 1810 und 1820 weitere Handelsposten um den Muskegon Lake folgten.
Die beginnende Ausbeutung der Wälder zur Erzeugung von Bauholz führte dazu, dass Muskegon ab 1837 systematisch besiedelt wurde.

## Verkehr
Muskegon ist über den Interstate Highway I-96 mit Detroit verbunden, der allerdings das Stadtgebiet nicht direkt erreicht. U.S. Highway 31 führt in Nord-Süd-Richtung durch den östlichen Randbezirk der Stadt. Außerdem führen die State Routes M-46 und M-120 in die Stadt hinein.
Muskegon befindet sich am östlichen Ende einer Schnellfährverbindung für Kraftfahrzeuge. Dieser Lake Express führt über den Michigansee nach Milwaukee in Wisconsin und verkehrt dreimal täglich in den Sommermonaten und zweimal täglich im Herbst.
Northwest Airlines fliegt den Muskegon County Airport an; dieser liegt jedoch außerhalb des Stadtgebiets.
Der öffentliche Personennahverkehr wird durch das Muskegon Area Transit System (MATS) betrieben. Es bestehen dreizehn Omnibuslinien, ein Rufbus-Service für Behinderte („paratransit“) unter dem Markennamen „gobus“, sowie mietbare „trolleys“, welche Busse mit historisierenden Aufbauten darstellen, diese verkehrten früher auch auf festen Linien. Verkehr auf diesen Angeboten besteht Montag bis Samstag, wobei nicht alle Linien Samstagsverkehr haben.

## Demografische Daten
Zum Zeitpunkt des United States Census 2000 bewohnten Muskegon 40.105 Personen. Die Bevölkerungsdichte betrug 1079,1 Personen pro km². Es gab 15.999 Wohneinheiten, durchschnittlich 430,5 pro km². Die Bevölkerung Muskegons bestand zu 57,9 % aus Weißen, 31,7 % Schwarzen oder African American, 2,3 % Native American, 0,46 % Asian, 0,03 % Pacific Islander, 2,69 % gaben an, anderen Rassen anzugehören und 3,50 % nannten zwei oder mehr Rassen. 6,40 % der Bevölkerung erklärten, Hispanos oder Latinos jeglicher Rasse zu sein.
Die Bewohner Muskegons verteilten sich auf 14.569 Haushalte, von denen in 31,1 % Kinder unter 18 Jahren lebten. 33,2 % der Haushalte stellten Verheiratete, 20,2 % hatten einen weiblichen Haushaltsvorstand ohne Ehemann und 41,4 % bildeten keine Familien. 34,4 % der Haushalte bestanden aus Einzelpersonen und in 12,9 % aller Haushalte lebte jemand im Alter von 65 Jahren oder mehr alleine. Die durchschnittliche Haushaltsgröße betrug 2,42 und die durchschnittliche Familiengröße 3,13 Personen.
Die Bevölkerung verteilte sich auf 25,8 % Minderjährige, 11,6 % 18–24-Jährige, 32,2 % 25–44-Jährige, 18,0 % 45–64-Jährige und 12,4 % im Alter von 65 Jahren oder mehr. Das Durchschnittsalter betrug 32 Jahre. Auf jeweils 100 Frauen entfielen 109,6 Männer. Bei den über 18-Jährigen entfielen auf 100 Frauen 110,3 Männer.
Das mittlere Haushaltseinkommen in Muskegon betrug 27.929 US-Dollar und das mittlere Familieneinkommen erreichte die Höhe von 32.640 US-Dollar. Das Durchschnittseinkommen der Männer betrug 29.114 US-Dollar, gegenüber 22.197 US-Dollar bei den Frauen. Das Pro-Kopf-Einkommen belief sich auf 14.283 US-Dollar. 20,5 % der Bevölkerung und 16,8 % der Familien hatten ein Einkommen unterhalb der Armutsgrenze, davon waren 27,6 % der Minderjährigen und 14,3 % der Altersgruppe 65 Jahre und mehr betroffen.

## Sport
Derzeitige Sportvereine, die an nationalen Ligawettbewerben teilnehmen, sind:
| Club                 | Sport          | Liga                               | Stadion            | Meisterschaften                      |
| Muskegon Lumberjacks | Eishockey      | International Hockey League        | L. C. Walker Arena | Colonial Cup: 1999, 2002, 2004, 2005 |
| Muskegon Thunder     | Arena Football | Continental Indoor Football League | L. C. Walker Arena |                                      |

Frühere Sportteams aus Muskegon:
| Club                 | Sport      | Spielzeiten | Liga        | Stadion            |
| -------------------- | ---------- | ----------- | ----------- | ------------------ |
| Michigan Mayhem      | Basketball | 2004–2006   | CBA         | L. C. Walker Arena |
| Muskegon Lumberjacks | Eishockey  | 1984–1992   | IHL         | L. C. Walker Arena |
| Muskegon Mohawks     | Eishockey  | 1965–1984   | IHL         | L. C. Walker Arena |
| Muskegon Zephyrs     | Eishockey  | 1960–1965   | IHL         | L. C. Walker Arena |
| Muskegon Lassies     | Baseball   | 1946–1949   | AAGPBL      | Marsh Field        |
| Muskegon Fury        | Eishockey  | 1993–2008   | UHL und IHL | L. C. Walker Arena |

Ende Juni findet alljährlich ein Laufwettbewerb mit unterschiedlichen Distanzen statt, der auch Rollstuhlfahrern offensteht.

## Partnerstädte
- Ōmuta, Japan
- Hartlepool, Vereinigtes Königreich
- Antalya, Türkei

## Söhne und Töchter der Stadt
- Carleton J. Phillips (* 1942), Biologe
- Leslie Woodcock Tentler (* 1945), Neuzeithistorikerin
- Bettye LaVette (* 1946), Soul-Sängerin
- Iggy Pop (* 1947), Musiker
- John Beyrle (* 1954), Diplomat
- Cathy O’Brien (* 1957), Autorin und Verschwörungstheoretikerin
- Wayne Static (1965–2014), Musiker
- Beulah McGillicutty (* 1969), Wrestlerin und Autorin
- Rachel Brand (* 1973), United States Associate Attorney General
- Justin Abdelkader (* 1987), Eishockeystürmer
- Børns (* 1992), Musiker